# Raposa (Maranhão)
Raposa est une municipalité brésilienne située dans l'État du Maranhão.